# Marcel Arland
Pour les articles homonymes, voir Arland.
Marcel Arland, né le 5 juillet 1899 à Varennes-sur-Amance (Haute-Marne) et mort le 12 janvier 1986 à Saint-Sauveur-sur-École (Seine-et-Marne), est un écrivain, essayiste, critique littéraire et scénariste français.

## Biographie
Marcel Arland naît dans l'Est, à Varennes-sur-Amance (Haute-Marne, pendant un temps une commune de Terre-Natale) le 5 juillet 1899.
Deux grandes blessures marquent son enfance. D'abord, la mort brutale du père, Victor Arland, d'un cancer en 1903, alors que Marcel Arland n'est âgé que de trois ans et demi. Puis la relation conflictuelle avec la mère, qui s'enferme dans son rôle de veuve, incapable de prodiguer à ses deux fils la moindre marque d'affection. Marcel Arland décrit ainsi son enfance dans Ce fut ainsi : « Je n'ai gardé aucun souvenir de ce père. En vérité, je pourrais croire que je ne l'ai jamais vu. Tout ce que je sais de lui vient de la veuve qui a tenté jour après jour, tout au long des mois et des saisons, par des cris, ses plaintes, ses appels, ses adjurations, de le faire revivre ; qui gémissait le soir, devant ses deux fils, au plus dur de l'hiver : « Mon Dieu ! Mon pauvre Victor, comme tu dois avoir froid dans ta tombe », et qui m'a conduit une ou deux fois chaque semaine, pour des heures, sur cette tombe ».
Cette conscience d'être orphelin, et cette construction autour d'une figure absente, à la fois celle du père et de la mère, marqueront durablement l'œuvre de Marcel Arland, sous-tendue par la recherche d'une « absolue sincérité », et sur laquelle planent souvent l'ombre de la mort, à travers les motifs récurrents de cimetière, de suicide, de désespoir…
Monté à Paris pour étudier à la Sorbonne, il se lie avec André Dhôtel, Georges Limbour, Roger Vitrac et René Crevel. Avec eux, il fonde une revue éphémère, Aventure, inspirée du mouvement Dada, puis une autre : Dés. Il fait ensuite la connaissance d'André Malraux qui restera son ami, en dépit de leur différence de tempérament.
En 1924, il publie dans La Nouvelle Revue française (NRF) un article intitulé « Sur un nouveau mal du siècle » qui aura un grand retentissement ; il y critique les postures des surréalistes et demande une littérature qui soit en même temps une éthique : « la pure expression et le pur accomplissement de (soi)-même ». Jacques Rivière lui répondra et une décade de Pontigny sera consacrée à cet article et à ses thèses.
Il reçoit le prix Goncourt en 1929 pour L'Ordre, un long roman de formation — le seul vrai roman qu'il écrira jamais — dont le héros, Gilbert, est une sorte de Rimbaud des années 1920. À la même époque, sa collaboration avec la NRF grandit : il y tient la chronique des romans.
Pendant la Seconde Guerre mondiale, il collabore à la revue Comoedia et à la NRF de Pierre Drieu la Rochelle.
Lorsque la revue éditée par Gallimard reparaît en 1953, il en devient le codirecteur aux côtés de Jean Paulhan. La même année, il devient membre du conseil culturel du Cercle culturel de Royaumont.
On peut dire qu'il vit alors pour servir la littérature : aider les jeunes écrivains, les conseiller, les faire connaître — on dit que Jean-Marie Le Clézio lui doit d'avoir été publié[réf. nécessaire] — éditer de très bons textes d'auteurs connus ou inconnus, enrichir la NRF de notes sur l'actualité artistique ou sociale parfois. Cette période sera l'apogée de sa carrière.
Bien qu'il ait juré de ne jamais postuler à aucune place dans une quelconque académie pour rester libre (c'était une obsession), il ne pourra refuser l'invitation que lui feront ses pairs et entrera à l'Académie française en 1968, pour y occuper le siège d'André Maurois. Il posa seulement pour condition de ne pas effectuer les visites exigées d'ordinaire des candidats.
En 1977, il cède la direction de la NRF à Georges Lambrichs.
Marcel Arland meurt subitement le 12 janvier 1986 dans sa maison de Brinville, près de Fontainebleau. Son épouse meurt en octobre de la même année.
Ses manuscrits et sa correspondance ont été légués après sa mort à la bibliothèque littéraire Jacques-Doucet.
Il est inhumé à Varennes-sur-Amance.
Son épouse, née Janine Béraud, était la tante maternelle de Michael Lonsdale[réf. nécessaire].

## Œuvres[5]

### Fictions
- Terres étrangères, Gallimard, 1923
- Monique, Gallimard, 1923
- La Route obscure, Gallimard-NRF, 1924.
- Étienne, Gallimard, 1924.
- Les Âmes en peine, Gallimard, 1927.
- Étapes, Gallimard, 1927.
- Où le Cœur se partage, Gallimard 1929.
- L'Ordre, Gallimard, 1929. Prix Goncourt.
- Edith, illustré par Démétrios Galanis, Gallimard-NRF, 1929.
- Une époque, Roberto A. Corrêa, 1930.
- Antarès, Gallimard, 1932.
- Les Vivants, Gallimard, 1934.
- La Vigie, Gallimard, 1935.
- Les Plus Beaux de nos jours, Gallimard, 1937.
- Terre natale, Gallimard, 1938, illustration de Démétrios Galanis.
- La Grâce, Gallimard, 1941.
- Sur une terre menacée, Stock, Delamain & Boutelleau, 1941.
- Zélie dans le désert, Gallimard, 1944.
- Le Promeneur, éditions du Pavois, 1944.
- Il faut de tout pour faire un monde, Gallimard, 1947.
- Faire le point, R. Cayla, 1948.
- Sidobre, éditions de Minuit, 1949.
- La Consolation du voyageur, Stock, Delamain & Boutelleau, 1952.
- À perdre haleine, Gallimard-NRF, 1960.
- Je vous écris..., Grasset, 1960 ; droits repris en 1968 par Gallimard-NRF.
- L'Eau et le feu, Gallimard, 1960.
- Je vous écris... La nuit et les sources, Grasset, 1963 ; droits repris en 1968 par Gallimard-NRF.
- Le Temps de Kerlo, Collection La Grappe, Mercure de France, 1964, 64 p.
- Le Grand Pardon, Gallimard, 1965.
- La Musique des anges, Gallimard-NRF, 1967.
- Attendez l'aube, Gallimard, 1970.
- Mais enfin, qui êtes-vous ?, Gallimard, 1981.
- 40 Ans d'amitié. Jean Paulhan, s.l., s. d. [faussement datée de septembre 1982], 30 p.

### Essais, mémoires et travaux scientifiques
- Essais critiques et nouveaux essais critiques, Gallimard-NRF, coll. Blanche, 1931,  (ISBN 207020250X), 240 p.
- Anthologie de la poésie française, choix et commentaires par Marcel Arland, Stock, Delamain & Boutelleau, 1942, 654 p.
- Marivaux, Gallimard, coll. Les essais, 1950,  (ISBN 2070202615), 272 p. Prix Sainte-Beuve (1950)[6].
- Les Échanges, Gallimard, 1946,  (ISBN 2070202585).
- La Prose française : anthologie, histoire et critique d'un art (Stock, Delamain & Boutelleau, 1951).
- Lettres de France, Albin Michel, 1951.
- Essais et nouveaux essais critiques (Gallimard, 1952), tome II.
- Nouvelles lettres de France, Albin Michel, 1954.
- La Grâce d'écrire, Gallimard-NRF, 1955,  (ISBN 2070202631).
- Marivaux, romans, texte présenté et préfacé par Marcel Arland. Paris, Gallimard, coll. La Pléiade, 1957.
- Marivaux, théâtre complet, texte préfacé et annoté par Marcel Arland. Paris, Gallimard, coll. La Pléiade, 1961.
- Catalogue de l'exposition Jean Revol, Galerie Louis Carré, 1963.
- « La basilique Saint-Julien vue par Marcel Arland », Almanach de Brioude, Brioude,‎ 1964
- Proche du silence, mémoires, Gallimard, 1973.
- Avons-nous vécu ?, mémoires, Gallimard-NRF, 1977.
- Ce fut ainsi, Gallimard-NRF, 1979.
- Lumière du soir, Gallimard-NRF, 1983.
- Terres de France, essai sur la paysannerie[réf. nécessaire][7].
- Georges Rouault, André Suarès, Correspondance (1911-1948), introduction de Marcel Arland, Gallimard, 1960, XXIV, 358 p. Réédité par Gallimard en 1991  (ISBN 20-702-5571-9).
- Hommage à la nouvelle, Nouvelle revue française, 10 octobre 1973, no 250.
- Discours de réception à l'Académie française et réponse de Jean Mistler, Gallimard, coll. Blanche, 1969,  (ISBN 2070267709).
- La Nuit et les sources précédé de Je vous écris..., Gallimard, coll. Blanche, 1968,  (ISBN 2070267695).
- Carnets de Gilbert, Gallimard, 1930, illustrations de Georges Rouault.
  - Rééd. Carnets de Gilbert suivi de Carnets d'un personnage, Qui parle ? et de J'écoute, Gallimard, 1967. Portrait de l'auteur par Jean Bazaine.

### Correspondance
- Marcel Arland - Jean Paulhan, Correspondance (1936-1945), Gallimard, coll. Cahiers de la NRF. Série Jean Paulhand, 2000,  (ISBN 2070757897).

## Scénariste
- 1968 : Provinces (épisode La Mère), série télévisée.
- 1985 : L'Ordre, d’Étienne Périer.

## Hommages
- Le titre Terre natale (Gallimard, 1938) fut retenu comme nom pour la commune de Terre-Natale résultant de la fusion des communes autour de Varennes-sur-Amance, sa ville natale, et le canton de Terre-Natale.
- La bibliothèque municipale de Langres porte son nom[8].